# Ярославская соборная мечеть
Ярославская соборная мечеть — мечеть в Ярославле. Расположена на улице Победы, дом 20.
В мечети проводятся: обычные молитвы, джума, таравих.

## История
Мечеть построена по инициативе и на средства татарской общины Ярославля. Разрешение на постройку было получено в апреле 1907 года. Весной 1910 года была открыта зала для коллективной молитвы мусульман. Этот год считается годом рождения Ярославской соборной мечети. В 1931 году здание мечети приспособили для нужд города, здесь разместилась школа для слабослышащих детей. В 1992 году здание мечети вернули мусульманской общине.
В сентябре 2006 года мечеть попытались поджечь двое злоумышленников, оба были задержаны и принесли публичные извинения.
В 2008—2009 годах на средства Фонда имени Ахмата Кадырова (потрачено около 39 млн рублей) была проведена реконструкция здания: укрепили фундамент, заново выстроили стены, увеличили площадь почти в полтора раза, появились библиотека, зал для совещаний. Мечети была выделена дополнительная территория, на которой размещены несколько зданий, в том числе «арабская галерея» и медресе.

## Имамы
Первым имамом мечети стал нижегородец Махмуд Юсупов. Нынешний имам (на 2023 год) — Магомедкаримов Мухаммад.